# Askidiosperma alticola
Askidiosperma alticola är en gräsväxtart som först beskrevs av E.Esterhuysen, och fick sitt nu gällande namn av Hans Peter Linder. Askidiosperma alticola ingår i släktet Askidiosperma och familjen Restionaceae. Inga underarter finns listade i Catalogue of Life.